# Crocoit
Crocoit là một khoáng vật chì cromat, có công thức hóa học PbCrO4, và kết tinh theo hệ một nghiêng. Nó đôi khi được dùng làm chất tạo màu. Khoáng vật này được phát hiện trong quặng Berezovsky gần Ekaterinburg, ở Ural năm 1766; và được F. S. Beudant đặt tên là crocoise năm 1832, sau đó nó được đổi tên thành crocoisite và hiện mang tên crocoite.

## Mô tả
Crocoit thường được tìm thấy ở dạng lớn, phát triển tốt theo dạng tinh thể lăng trụ ánh, mặc dù trong nhiều trường hợp bị ngừng phát triển. Tinh thể nó có màu đỏ tươi sáng màu, mờ, và có ánh  thủy tinh. Khi tiếp xúc với tia UV thì độ mờ và độ sáng bóng sẽ bị mất. Các vệt màu cam vàng; có độ cứng theo thang Mohs là 2,5-3 và trọng lượng riêng là 6,0.

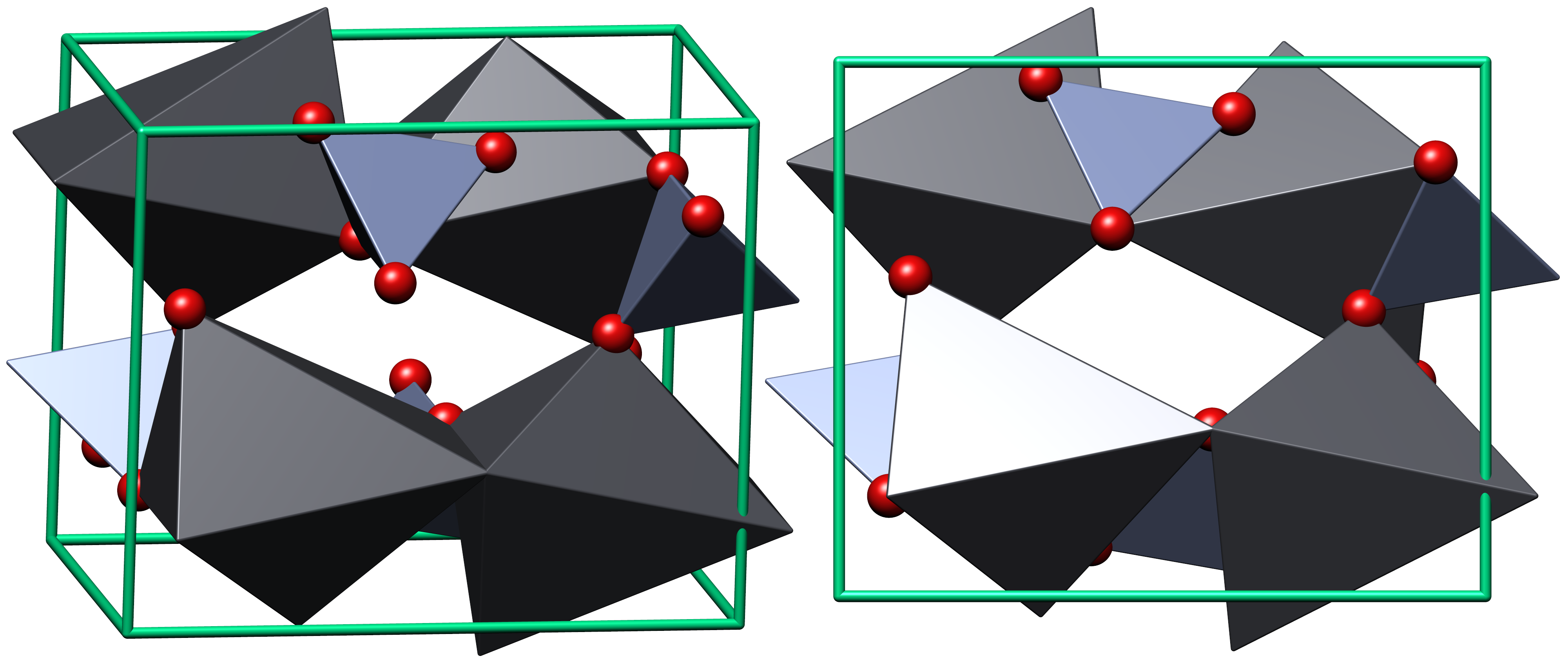
Cấu trúc tinh thể Crocoit

Nó được phát hiện tại quặng Berezovskoe Au (Berezovsk Mines) gần Ekaterinburg ở Uran vào năm 1766 và được đặt tên là crocoise bởi FS Beudant vào năm 1832. Từ κρόκος Hy Lạp (krokos) nghĩa là nghệ tây, ám chỉ đến màu sắc của nó. Tên đầu tiên được thay đổi thành crocoisite và sau đó là crocoit. Trong các loại tinh thể được tìm thấy trên địa bàn, khoáng thạch anh lẫn vàng, đá granit hoặc đá phiến má và dính với crocoit là thạch anh, embreyite,phoenicochroite và vauquelinite. Phoenicochroite là khoáng có thành phần cơ bản là chì cromat Pb2CrO5 với tinh thể màu đỏ sẫm và vauquelinite có thành phần là chì và đồng phosphat-cromat Pb2CuCrO4PO4OH với các tinh thể đơn tà màu nâu hoặc màu xanh lá cây.Vauquelinite được đặt tên sau khi LN Vauquelin đã phát hiện ra năm 1797 (đồng thời và độc lập với của MH Klaproth) phân tử crom trong crocoit.
Khối lượng lớn crocoit đã được tìm thấy ở mỏ mở rộng tại núi Dundas cũng nhiều ở Adelaide, Red Lead, Tây Comet, Platt và một vài mỏ khác tại Dundas, Tasmania. Chúng thường được tìm thấy ở dạng lăng trụ thon dài, thường là khoảng 10–20 mm nhưng hiếm khi lên đến 100 mm (4 inch) chiều dài với màu sáng và bóng. Crocoit cũng là biểu tượng khoáng vật chính thức của Tasmania. Những nơi khác cũng tìm thấy những mẫu kết tinh tốt như Congonhas do Campo gần Ouro Preto ở Brazil, Luzon ở Philippines, Mutare ở Mashonaland, gần Menzies ở Tây Úc, Đức và Nam Phi.
Độ hiếm của crocoit liên quan đến các điều kiện cụ thể và cần thiết cho sự hình thành nó là: quá trình oxy hóa của khu vực có tầng quặng chì và sự hiện diện của các đá mafic là nguồn crom (trong cromite). Quá trình oxy hóa của Cr 3+ thành CrO4 2- (từ crômit) và phân hủy của galena (hoặc khoáng chất có chứa chì) bắt buộc phải xảy ra cho sự hình thành crocoit. Những điều kiện này khá hiếm tồn tại cùng lúc.
Crocoit chứa chì (II) cromat là độc hại gồm cả chì và crôm (VI).

## Hình ảnh

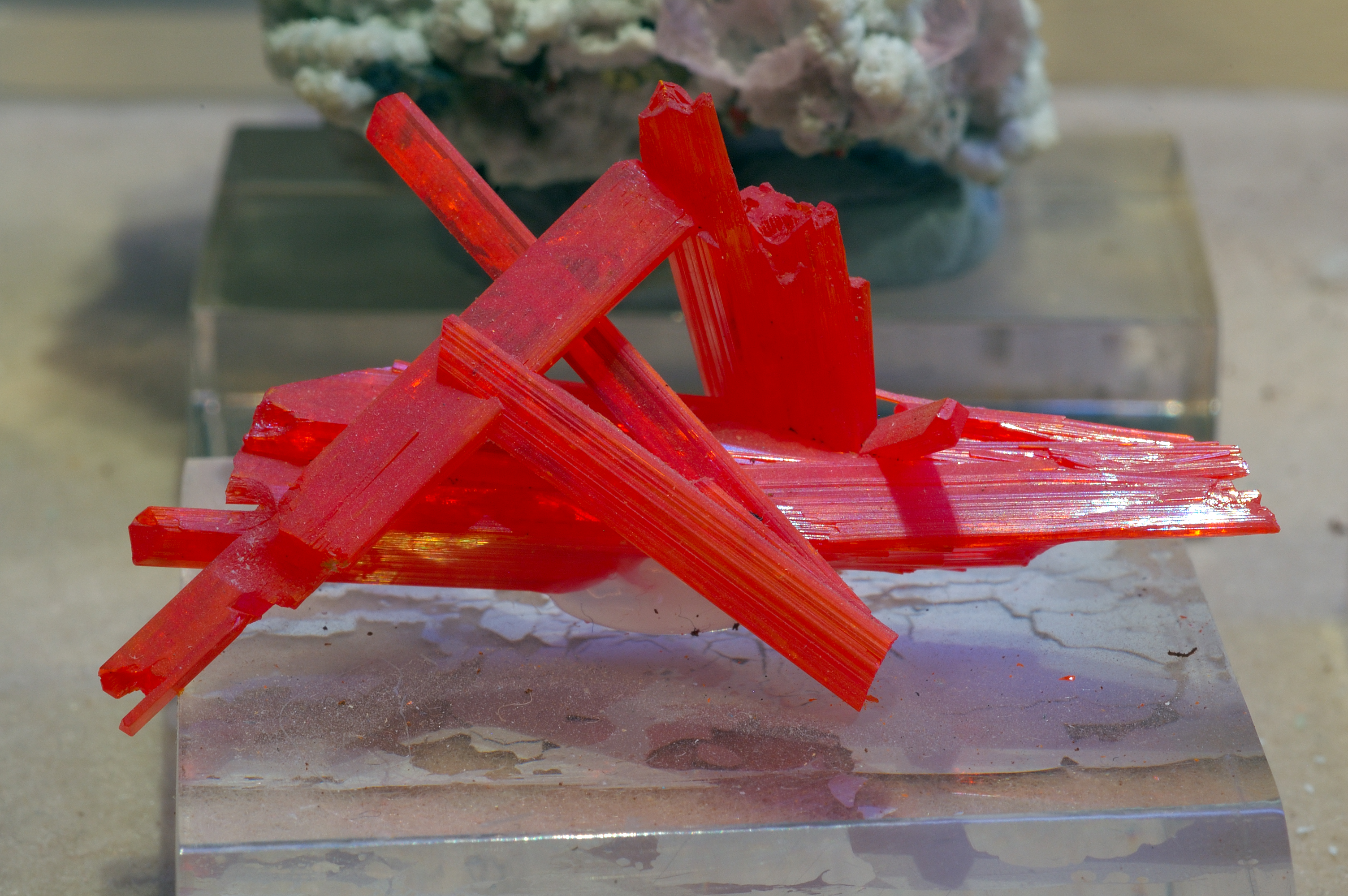
Mẫu từ chì đỏ mỏ Tasmania, Úc

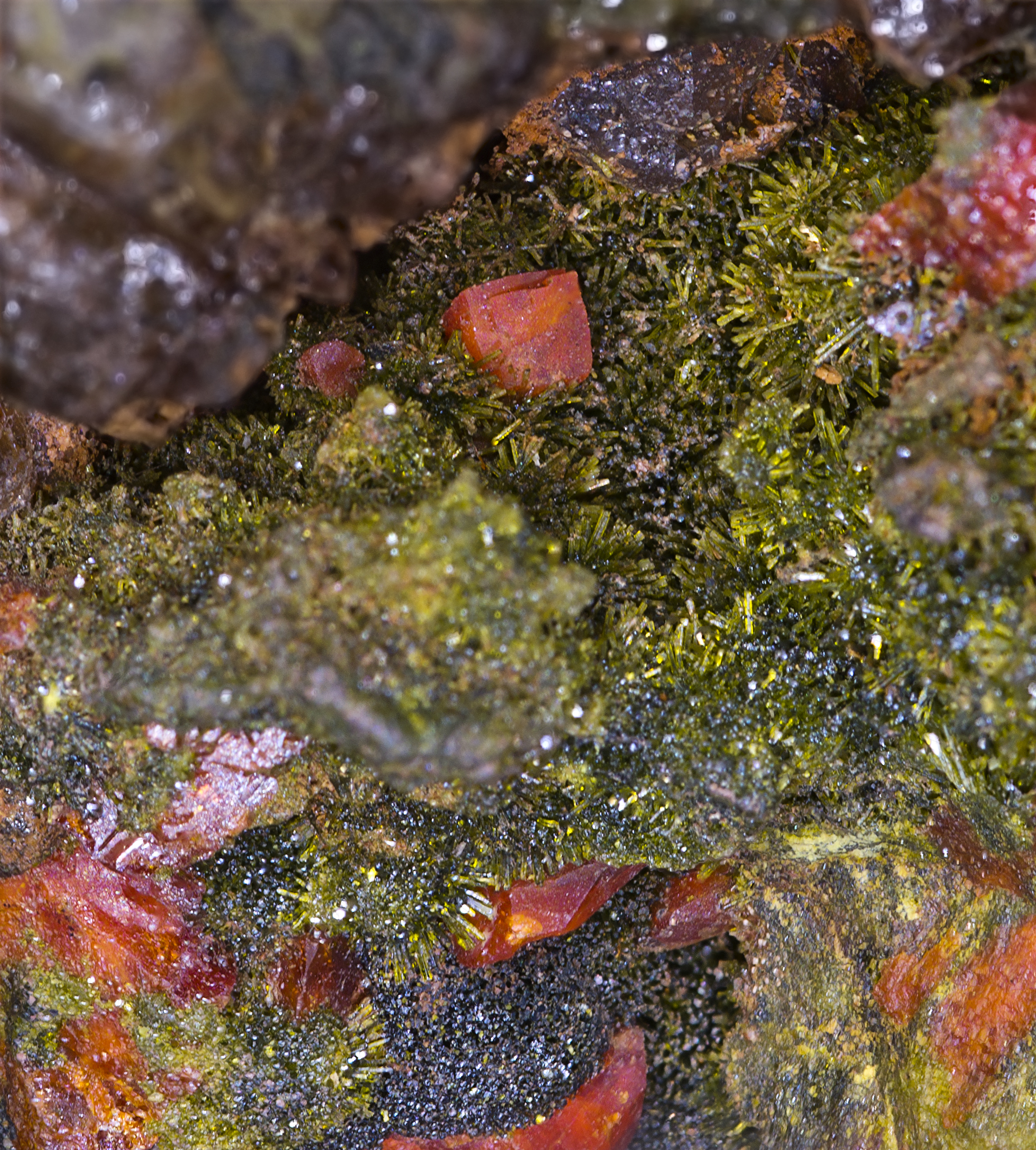
Mẫu ở Pyromorphite - Berezovsk - quặng Topotype